# Selat (Narmada)
Selat is een bestuurslaag in het regentschap West-Lombok van de provincie West-Nusa Tenggara, Indonesië. Selat telt 5792 inwoners (volkstelling 2010).